# Kanyakumari (huyện)
Huyện Kanyakumari là một huyện thuộc bang Tamil Nadu, Ấn Độ. Thủ phủ huyện Kanyakumari đóng ở Nagercoil. Huyện Kanyakumari có diện tích 1685 ki lô mét vuông. Đến thời điểm năm 2011, huyện Kanyakumari có dân số 1,87 triệu người.